# David Klein (ophtalmologue)
David Klein, né en 1908 à Falcău (Roumanie)  et mort en 1993 est un médecin d'origine roumaine spécialisé dans en ophtalmologie et en génétique médicale. Il a reçu, avec Adolphe Franceschetti (en), le prix Alfred Vogt pour ses travaux sur l'hérédité d'une affection neurologique, l'ataxie de Friedreich (1942).

## Biographie
Originaire de Roumanie, David Klein a entrepris des études de médecine à Fribourg-en-Brisgau puis obtient son doctorat à Bâle en 1934. Il commence à travailler à la clinique psychiatrique de Rheinau dans le canton de Zurich. En 1945, il s'installe à Genève en tant qu'assistant scientifique du professeur Adolphe Franceschetti à la clinique ophtalmologique de l'hôpital cantonal de Genève.
En 1952, il est cofondateur du Journal de génétique humaine. Il crée avec Franceschetti le premier institut de génétique médicale de Suisse (1955) et en devient le directeur. De 1959 à 1978, il occupe la première chaire de génétique humaine de Suisse. En 1970, il est nommé professeur ordinaire. Il prend sa retraite en 1978 avec le statut de professeur émérite. 
Après sa retraite, il maintient une activité de consultant en génétique humaine à la clinique ophtalmologique de Genève et à l'école des enfants amblyopes et aveugles de Baar, en Suisse.
Klein a contribué à la compréhension du syndrome de Waardenburg, ou plus complètement, du « syndrome de van der Hoeve-Halbertsma-Waardenburg-Klein ».

## Hommage
En 2016, les Hôpitaux universitaires de Genève baptisent un bâtiment à son nom.